# Сорок-Сайдакское сельское поселение
Сорок-Сайдакское се́льское поселе́ние — муниципальное образование в Буинском районе Татарстана Российской Федерации.
Административный центр — село Сорок-Сайдак.

## История
Статус и границы сельского поселения установлены Законом Республики Татарстан от 31 января 2005 года № 17-ЗРТ «Об установлении границ территорий и статусе муниципального образования "Буинский муниципальный район" и муниципальных образований в его составе».

## Население
| 2010 | 2011 | 2012 | 2013 | 2014 | 2015 | 2016 |
| ---- | ---- | ---- | ---- | ---- | ---- | ---- |
| 685  | ↘682 | ↘675 | ↘646 | ↘632 | ↘604 | ↘602 |
| 2017 | 2018 |      |      |      |      |      |
| ↘582 | ↘567 |      |      |      |      |      |

## Состав сельского поселения
| № | Населённый пункт   | Тип населённого пункта       | Население |
| - | ------------------ | ---------------------------- | --------- |
| 1 | Малые Шихирданы    | деревня                      |           |
| 2 | Никольские Сороки  | деревня                      |           |
| 3 | Сорок-Сайдак       | село, административный центр |           |
| 4 | Чувашские Энтуганы | посёлок                      |           |